# Акме (Вашингтон)
Акме (англ. Acme) — переписна місцевість (CDP) в США, в окрузі Вотком штату Вашингтон. Населення — 229 осіб (2020).

## Географія
Акме розташований за координатами 48°43′11″ пн. ш. 122°14′19″ зх. д. / 48.71972° пн. ш. 122.23861° зх. д. (48.719819, -122.238643).  За даними Бюро перепису населення США в 2010 році переписна місцевість мала площу 15,92 км², з яких 15,91 км² — суходіл та 0,01 км² — водойми.

## Демографія
Згідно з переписом 2010 року, у переписній місцевості мешкало 246 осіб у 95 домогосподарствах у складі 70 родин. Густота населення становила 15 осіб/км².  Було 109 помешкань (7/км²).
Расовий склад населення:
| - 91,5 % — білих - 1,2 % — корінних американців - 0,4 % — чорних або афроамериканців |

До двох чи більше рас належало 6,9 %. Частка іспаномовних становила 2,8 % від усіх жителів.
За віковим діапазоном населення розподілялося таким чином: 19,1 % — особи молодші 18 років, 68,3 % — особи у віці 18—64 років, 12,6 % — особи у віці 65 років та старші. Медіана віку мешканця становила 44,0 року. На 100 осіб жіночої статі у переписній місцевості припадало 85,0 чоловіків;  на 100 жінок у віці від 18 років та старших — 84,3 чоловіків також старших 18 років.
Цивільне працевлаштоване населення становило 44 особи. Основні галузі зайнятості: освіта, охорона здоров'я та соціальна допомога — 100,0 %.